# Fonts baptismaux de Saint-Michel-de-Plélan

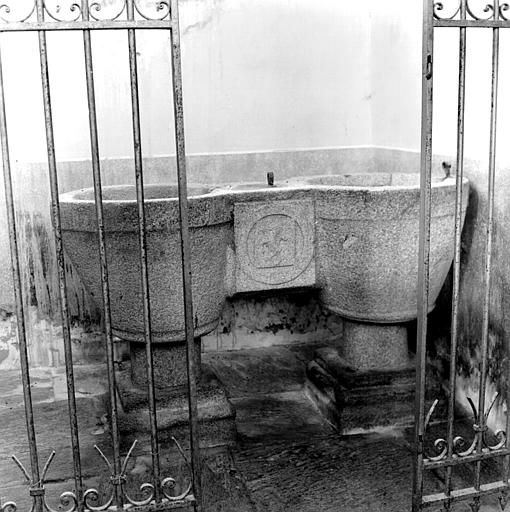
Fonts baptismaux de Saint-Michel-de-Plélan.

Les fonts baptismaux de l'église Saint-Michel à Saint-Michel-de-Plélan, une commune du département des Côtes-d'Armor dans la région Bretagne en France, datent du XVIe siècle. Les fonts baptismaux en granite sont classés monuments historiques au titre d'objet depuis le 15 janvier 1970.